# Nadejda Ilinà
Nadejda Ilinà (rus: Наде́жда Леони́довна Ильина́)  (Zelenokumsk, 24 de gener de 1949 - óblast de Moscou, 7 de desembre de 2013), de soltera Kolésnikova (Коле́сникова) va ser una atleta russa, especialista en els 400 metres, que va competir sota bandera soviètica durant la dècada de 1970. Era la mare de la tennista Nàdia Petrova.
El 1972 va prendre part en els Jocs Olímpics de Moscou, on va disputar dues proves del programa d'atletisme. Fou vuitena en els 4x400 metres relleus, mentre en els 400 metres quedà eliminada en semifinals. Quatre anys més tard, als Jocs de Mont-real, tornà a disputar dues proves del programa d'atletisme. En aquesta ocasió guanyà la medalla de bronze en els 4x400 metres relleus, formant equip amb Inta Kļimoviča, Lyudmila Aksenova i Natalya Sokolova; mentre en els 400 metres tornà a quedar eliminada en semifinals.
En el seu palmarès també destaquen dues medalles de bronze al Campionat d'Europa d'atletisme de 1971 i 1974 i una d'or, tres de plata i una de bronze al Campionat d'Europa d'atletisme en pista coberta. També guanyà 8 campionats soviètics, i una vegada retirada passà a exercir tasques d'entrenadora al Dinamo de Moscou.
Va morir en un accident de cotxe el desembre de 2013.

## Millors marques
- 400 metres. 51.19" (1976)
- 800 metres. 2'04.1" (1970)[1][3]